# Hammermühle (Georgenberg)
Hammermühle ist ein Ortsteil der Gemeinde Georgenberg im Landkreis Neustadt an der Waldnaab im Regierungsbezirk Oberpfalz.

## Geographische Lage
Der Weiler Hammermühle liegt ungefähr zwei Kilometer südwestlich von Georgenberg im Zottbachtal südlich der Staatsstraße 2396 auf der Ostseite des Zottbaches direkt südlich neben Neuenhammer.
Bei Hammermühle mündet der Schwarzbrunnenbach von rechts (Westen)in den Zottbach.

## Geschichte
1808 wurden Steuerdistrikte gebildet. Zum Steuerdistrikt Dimpfl gehörten neben Dimpfl die Dörfer Faislbach, Rehberg und Vorderbrünst, der Weiler Neuenhammer und die Einöden Galsterlohe und Hammermühle.
Seit 1830 war Hammermühle Gemeindeteil der Gemeinde Dimpfl.
Zur Gemeinde Dimpfl gehörten Dimpfl, Galsterlohe, Hammermühle, Kühtränk, Papiermühle, Prollermühle, Rehberg, Rehlohe und Schmidtlerschleif.
1855 gab es in Hammermühle eine Glasschleife. 1867 hatte Hammermühle 3 Gebäude und 11 Einwohner.
1970 fand eine Volksabstimmung zur freiwilligen Gebietsreform statt. Zum 1. Januar 1971 wurde die Gemeinde Dimpfl einschließlich Hammermühle nach Georgenberg eingemeindet.

## Religion
Hammermühle gehört zur Pfarrei Neukirchen zu St. Christoph und zum Dekanat Leuchtenberg.
1990 lebten in Hammermühle 36 Katholiken.

## Sehenswertes
Im Ortsteil Hammermühle steht noch die ehemalige Hammermühle, die später als Glasschleife diente.
Das Mühlengebäude und der dazugehörige Werkskanal stammen aus dem 18. Jahrhundert und stehen unter Denkmalschutz.
Gegenüber befindet sich das Gasthaus Bräuhäusl.